# 비숍가는주머니쥐
비숍가는주머니쥐(Marmosops bishopi)는 남아메리카에 사는 주머니쥐의 일종이다. 작고, 나무 위에서 생활하는 유대류 주머니쥐로 브라질과 페루 그리고 볼리비아의 토착종이다. 진수류 쥐 또는 땃쥐를 다소 닮았다.